# توم بيوتروفسكي (كرة سلة)
توم بيوتروفسكي (بالإنجليزية: Tom Piotrowski)‏ مواليد 17 أكتوبر 1960 في بنسيلفانيا، هو لاعب كرة سلة أمريكي سابق. تم اختياره من قبل فريق بورتلاند ترايل بلايزرز خلال الدرافت. حمل الرقم 54. يبلغ طوله 7 قدم 1 بوصة (2.2 م).

## روابط خارجية
- توم بيوتروفسكي على موقع إن بي أي (الإنجليزية)
- توم بيوتروفسكي على موقع سبورتس رفرنس (الإنجليزية)
- توم بيوتروفسكي على موقع كلية كرة السلة في سبورتس رفرنس.كوم (الإنجليزية)
- توم بيوتروفسكي على موقع ريلجم (الإنجليزية)
- توم بيوتروفسكي على موقع بروبوليرز (الإنجليزية)